# Alcea aucheri
Alcea aucheri är en malvaväxtart som först beskrevs av Pierre Edmond Boissier, och fick sitt nu gällande namn av Friedrich Christoph Wilhelm Alefeld. Alcea aucheri ingår i släktet stockrosor, och familjen malvaväxter. Inga underarter finns listade i Catalogue of Life.